# Зубчатокрыльницы
Зубчатокрыльницы (лат. Smerinthus, от др.-греч. σμήρινθος «нить») — род бабочек из семейства бражников (Sphingidae).

## Синонимы
- Bebroptera Sodoffsky, 1837
- Bellia Tutt, 1902
- Bellinca Strand, 1943
- Copismerinthus Grote, 1892
- Daddia Tutt, 1902
- Dilina Dalman, 1816
- Eusmerinthus Grote, 1877
- Merinthus Meigen, 1830
- Nicholsonia Tutt, 1902
- Niia Strand, 1943

## Описание
Относительно крупные бабочки с размахом крыльев до 80 мм. Передние крылья бурого цвета. Задние крылья у основания розовато-красные, розовые или красные. На них располагаются большие глазчатые пятна. Усики пильчатые.
В случае опасности бабочки демонстрирует нижние крылья с глазчатыми пятнами, трепеща при этом верхними крыльями — пример отпугивающей окраски и поведения.

## Виды
- Smerinthus atlanticus — Austaut, 1890
- Бражник слепой[4] (Smerinthus caecus) Menetries, 1857
- Smerinthus cerisyi — Kirby, 1837
- Smerinthus jamaicensis — (Drury, 1773)
- Бражник Киндерманна[5][6] (лат. Smerinthus  kindermannii) Lederer, 1853
- Smerinthus minor — Mell, 1937
- Бражник глазчатый[7] (Smerinthus ocellatus) (Linnaeus, 1758)
- Smerinthus ophthalmicus — Boisduval, 1855
- Бражник глазчатый восточный[8] (Smerinthus planus) — Walker, 1856
- Smerinthus saliceti — Boisduval, 1875
- Smerinthus szechuanus — (Clark, 1938)
- Smerinthus tokyonis — Matsumura, 1921
- Smerinthus visinskasi — Zolotuhin & Saldaitis, 2009

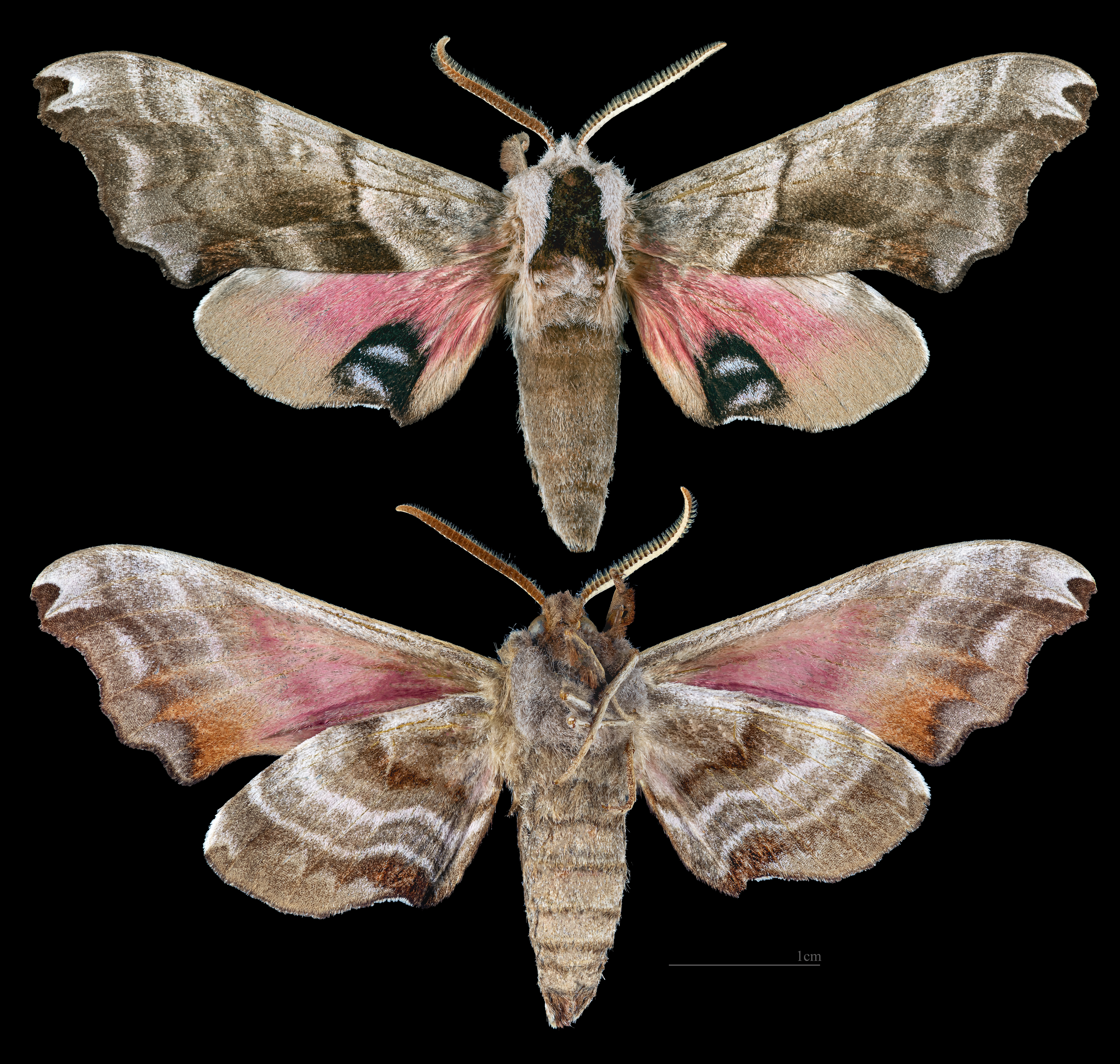
Smerinthus caecus
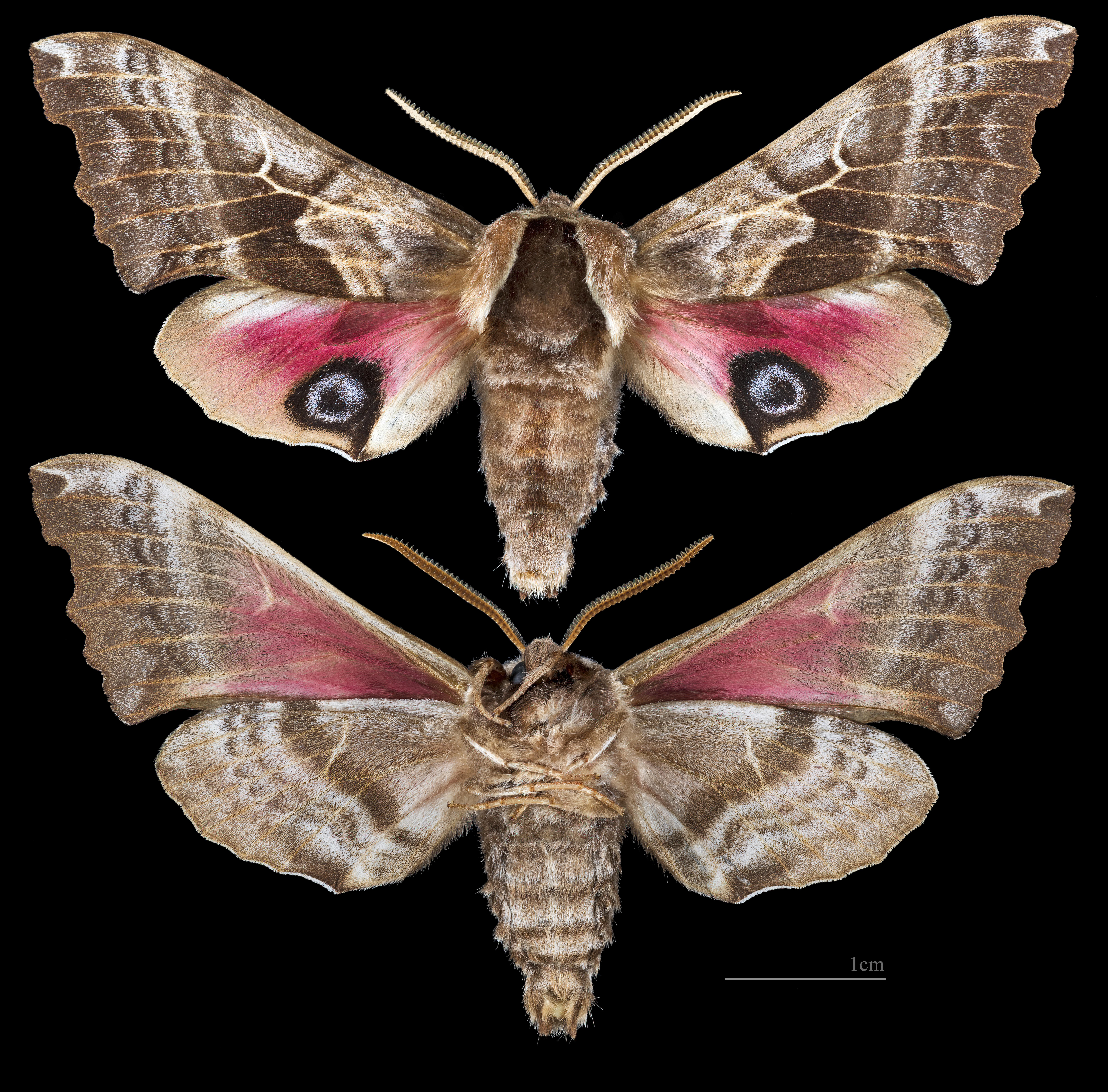
Smerinthus cerisyi
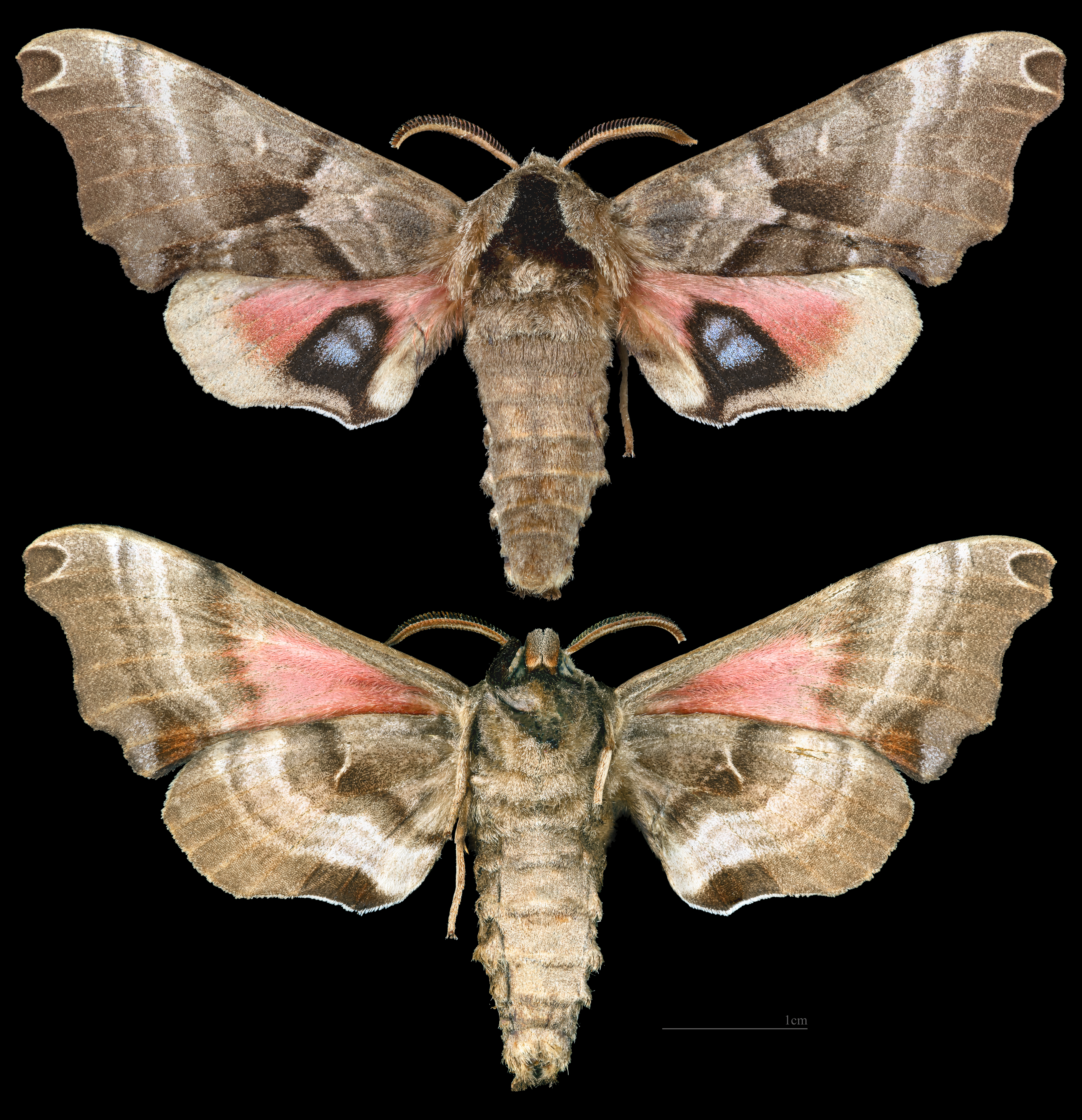
Smerinthus jamaicensis
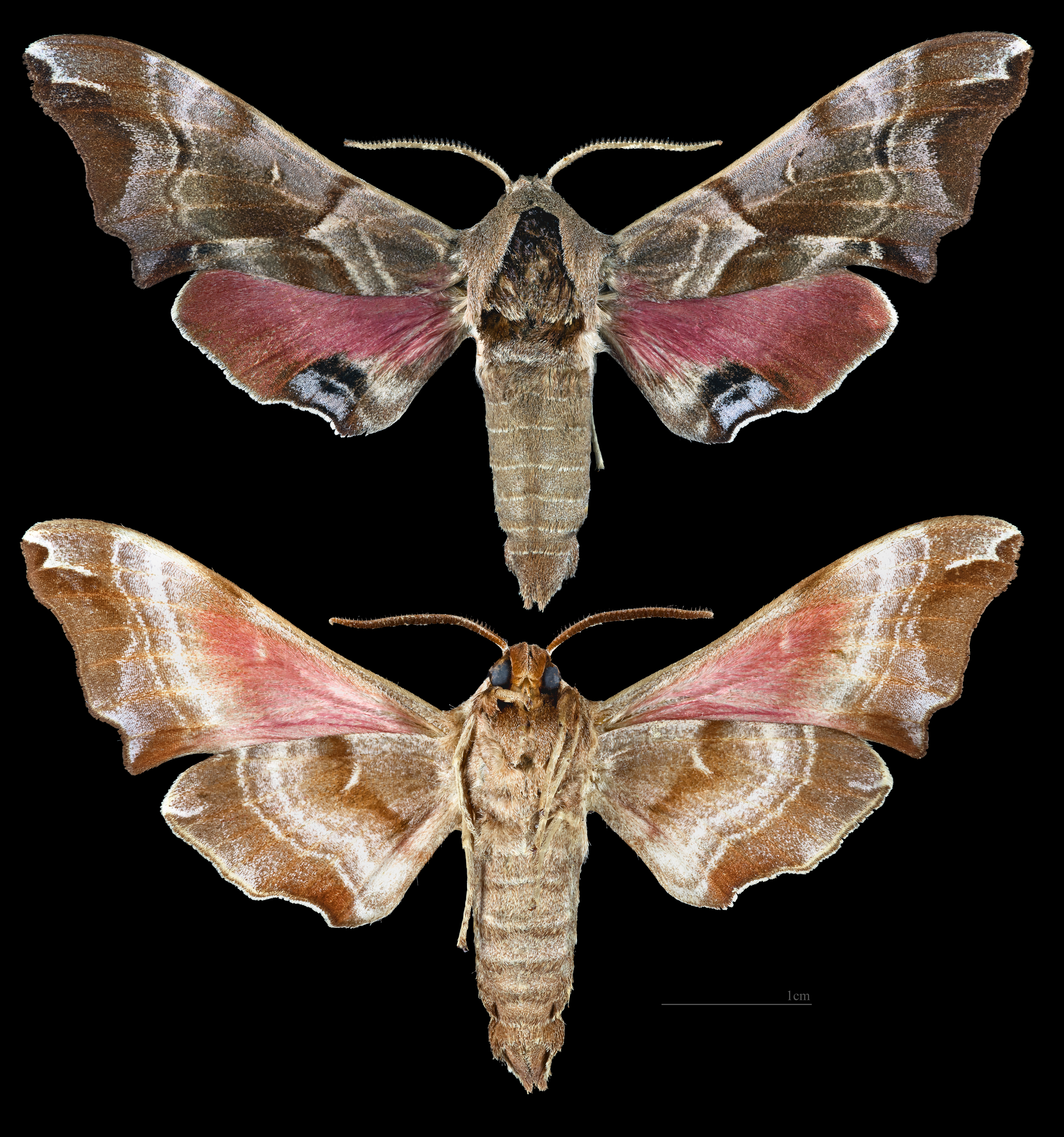
Smerinthus kindermannii
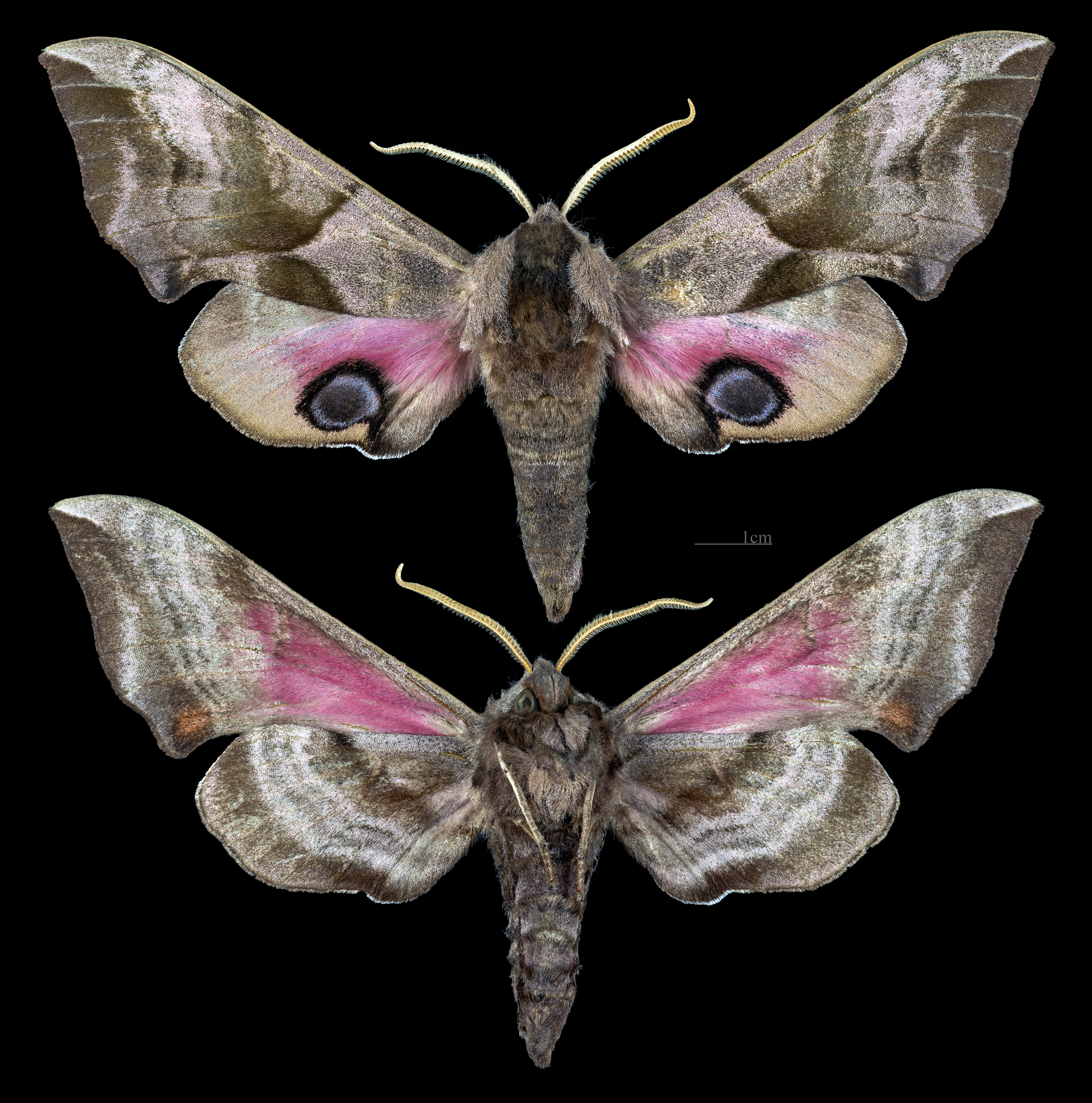
Smerinthus ocellatus
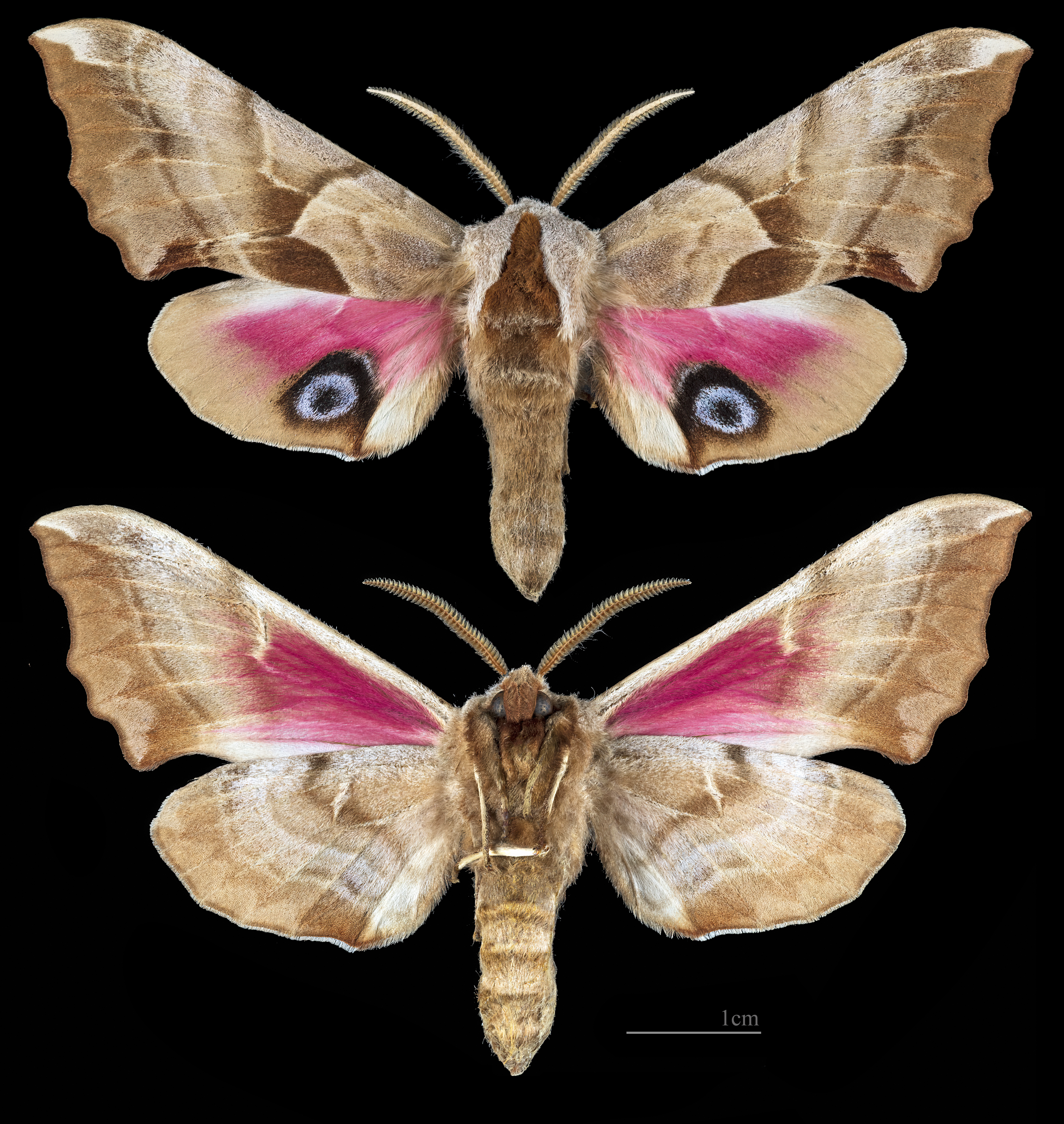
Smerinthus ophthalmica
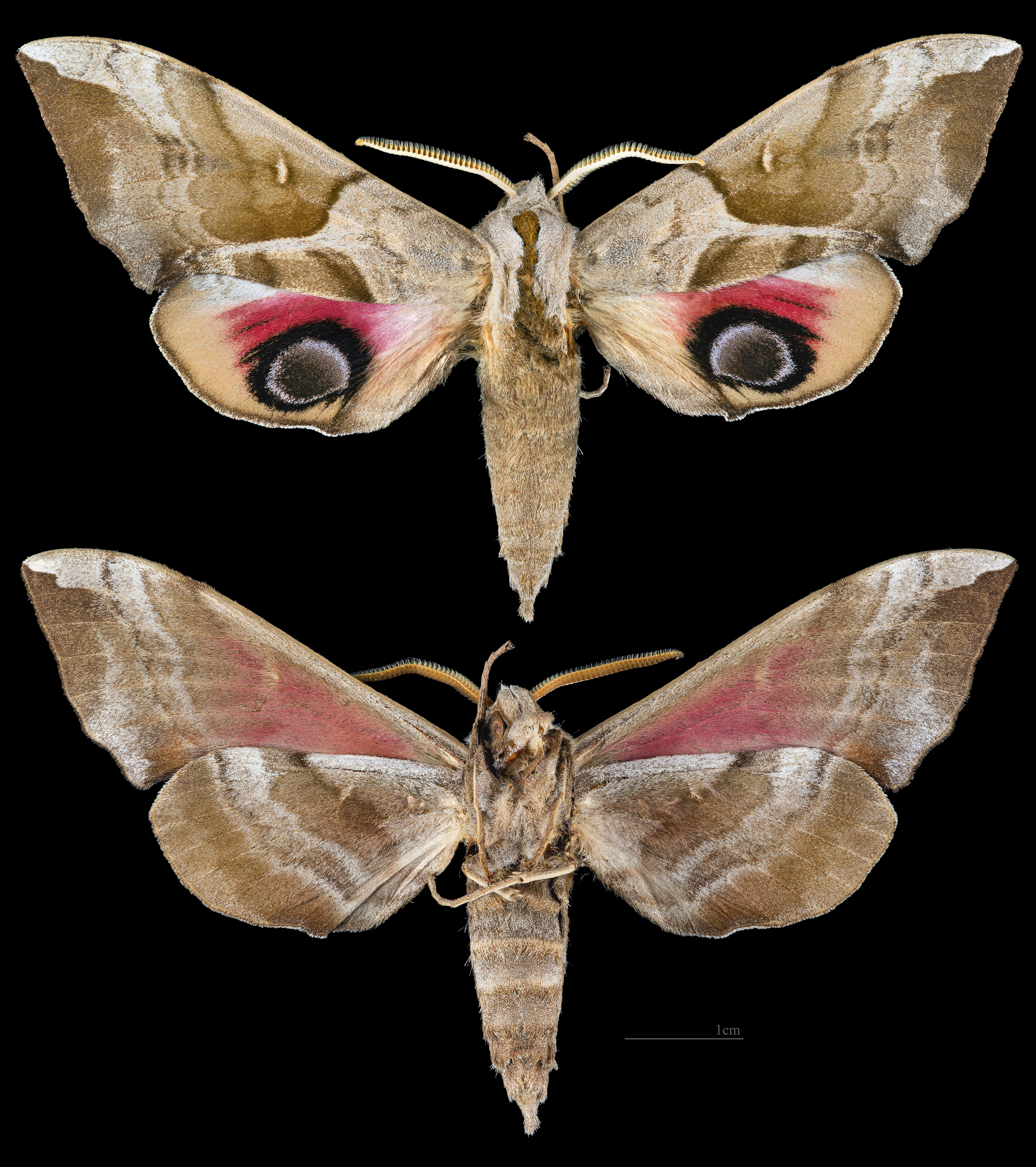
Smerinthus planus
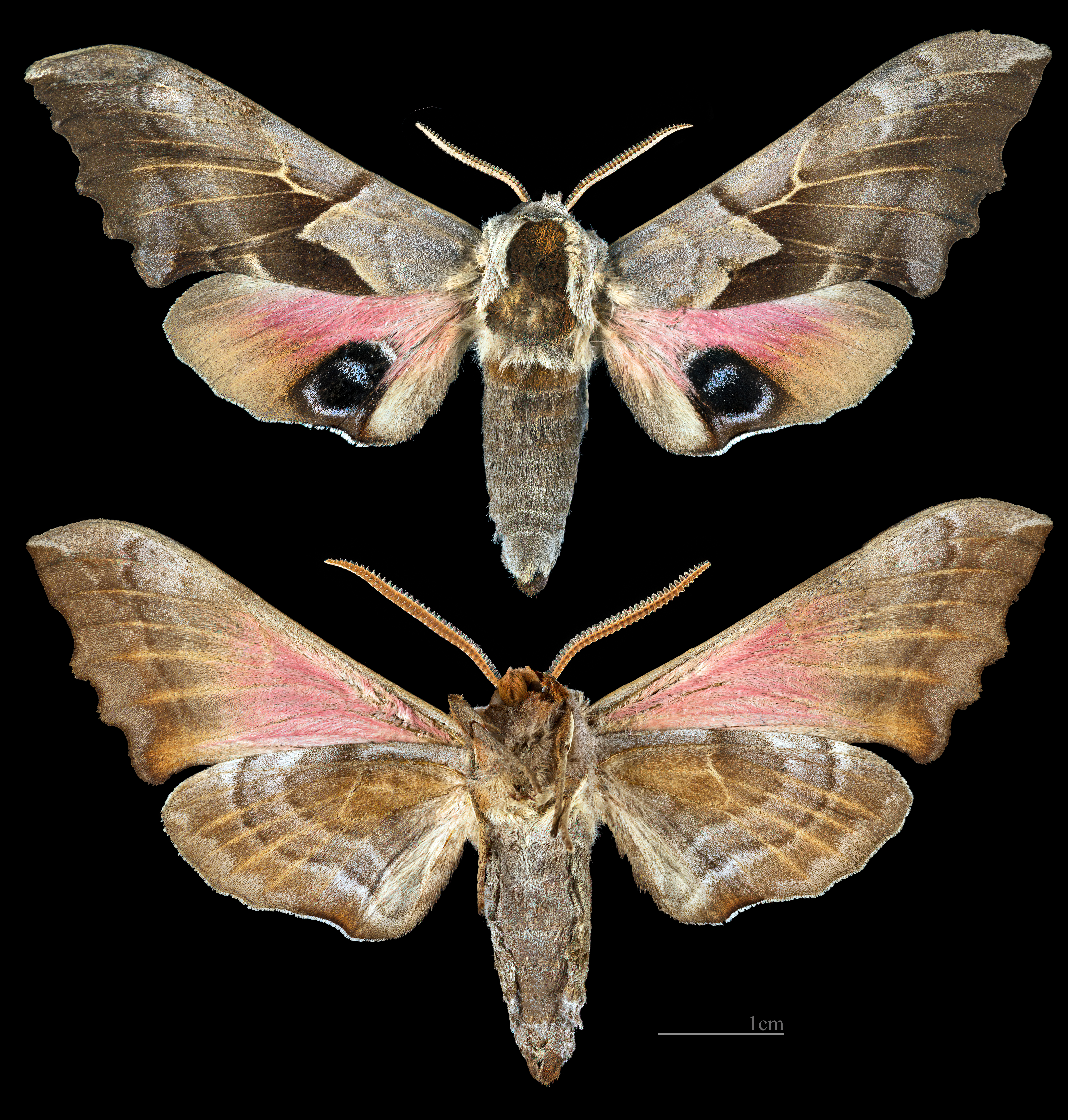
Smerinthus saliceti
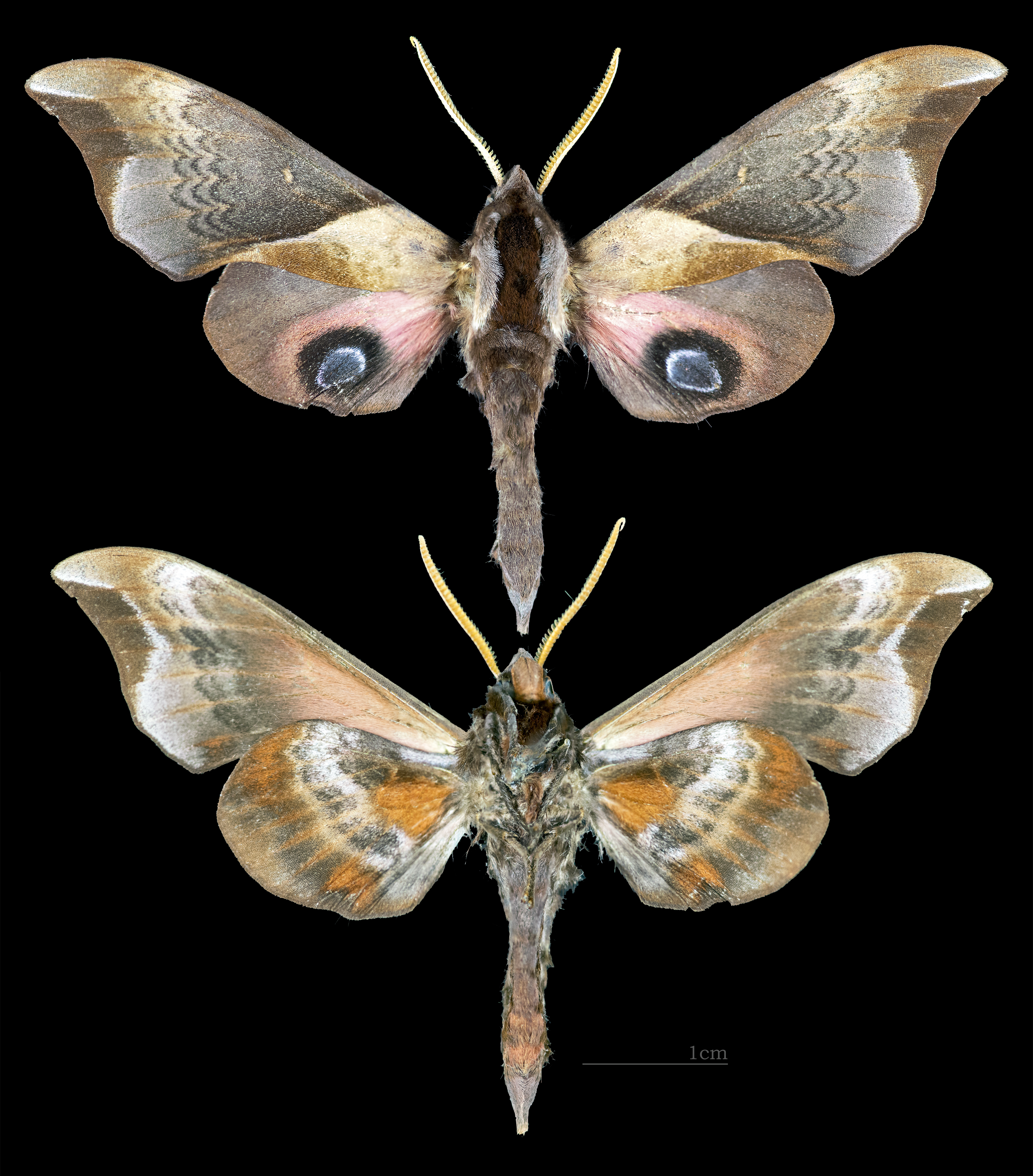
Smerinthus szechuanus
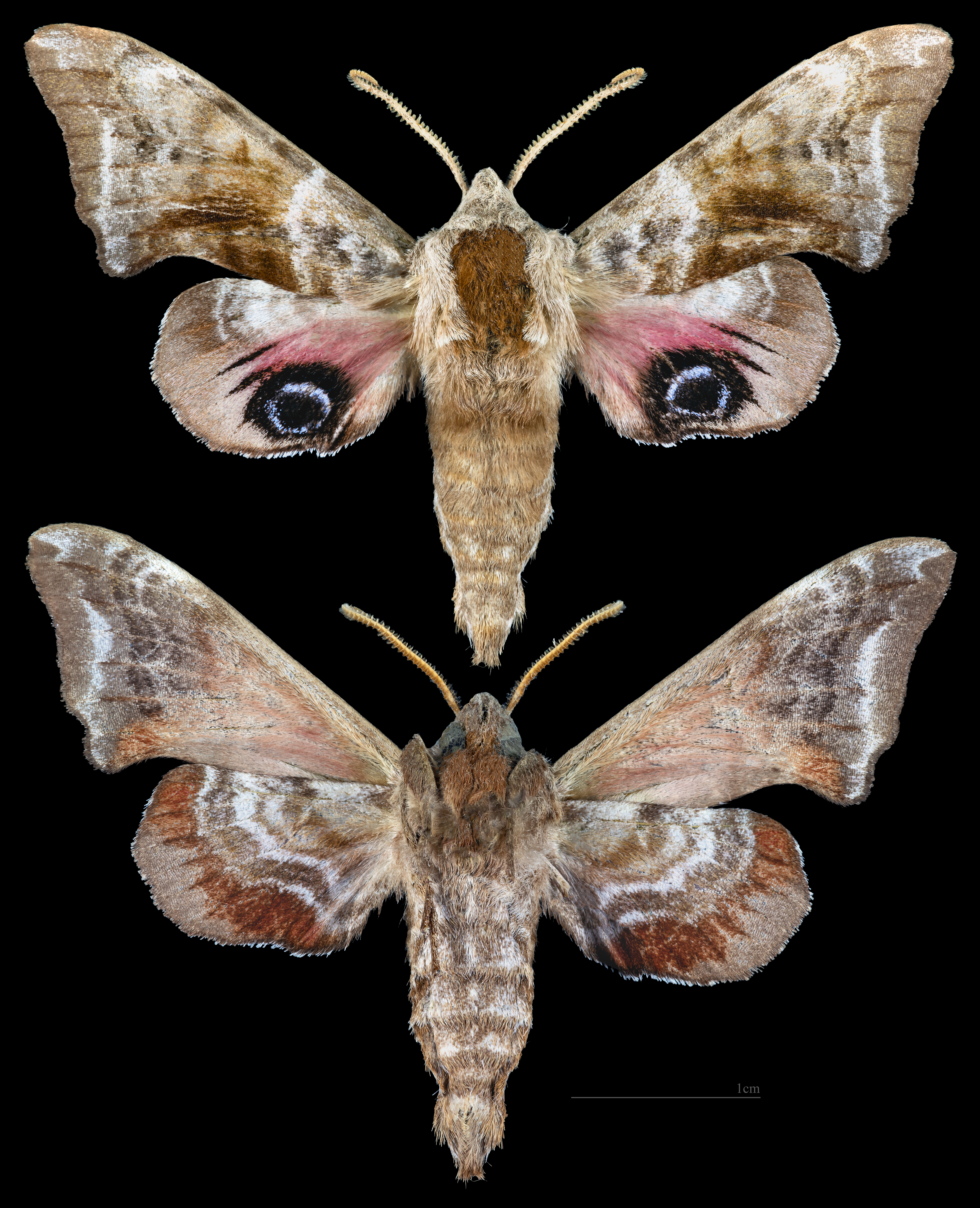
Smerinthus tokyonis